# Grimmia fallax
Grimmia fallax là một loài Rêu trong họ Grimmiaceae. Loài này được Dusén mô tả khoa học đầu tiên năm 1903.